# Mas Milà (Olivella)
Mas Milà és un edifici d'Olivella (Garraf) protegida com a Bé Cultural d'Interès Local.

## Descripció
Es tracta d'una masia amb diferents cossos units. El central sobresurt de la resta i té dos pisos amb una galeria amb arcs rebaixats a sobre. A un costat té una construcció de grans dimensions amb planta baixa i pis; té la porta d'entrada d'arc de mig punt adovellat i la resta d'obertures són rectangulars. A l'altre costat, hi ha un cos més petit. La masia ha sofert notables modificacions al llarg del temps però conserva al seu interior uns arc ogivals que podrien ser del segle xvi.

## Història
Fou una antiga masia vinatera coneguda antigament com la Crivellera. Està documentada des de l'any 1497, quan era propietat d'Antoni Milà, la nissaga del qual va arribar fins al 1975. Actualment és un restaurant.